# Joseph Déjacque
Joseph Déjacque, född 1821, död 1864, fransk anarkokommunist, poet och tidningsredaktör. Mest känd är Déjacque för sitt brev till Proudhon där han kritiserade dennes marknadsekonomi, samt känd för att vara upphovsman till termen libertarian i sin tidning Le libertaire 1857.